# Torneo Godó 2004 - Qualificazioni singolare
Le qualificazioni del singolare  del Torneo Godó 2004 sono state un torneo di tennis preliminare per accedere alla fase finale della manifestazione. I vincitori dell'ultimo turno sono entrati di diritto nel tabellone principale. In caso di ritiro di uno o più giocatori aventi diritto a questi sono subentrati i lucky loser, ossia i giocatori che hanno perso nell'ultimo turno ma che avevano una classifica più alta rispetto agli altri partecipanti che avevano comunque perso nel turno finale.
Le qualificazioni del torneo Torneo Godó  2004 prevedevano 28 partecipanti di cui 7 sono entrati nel tabellone principale.

## Teste di serie
1. Olivier Patience (Qualificato)
2. Jan Hernych (primo turno)
3. Kristof Vliegen (Qualificato)
4. Daniel Elsner (Qualificato)
5. Stan Wawrinka (Qualificato)
6. Didac Perez-Minarro (Qualificato)
7. Massimo Dell'Acqua (ultimo turno)

1. Peter Luczak (ultimo turno)
2. Salvador Navarro-Gutierrez (Qualificato)
3. Oscar Serrano-Gamez (ultimo turno)
4. André Sá (ultimo turno)
5. Paolo Lorenzi (primo turno)
6. Francisco Fogues-Domenech (ultimo turno)
7. Carlos Cuadrado (primo turno)

## Qualificati
1. Olivier Patience
2. Juan Antonio Marín
3. Kristof Vliegen
4. Daniel Elsner

1. Stan Wawrinka
2. Didac Perez-Minarro
3. Salvador Navarro-Gutierrez

## Tabellone

### Legenda
| - Q = Qualificato - WC = Wild card - LL = Lucky loser | - ALT = Alternate - SE = Special Exempt - PR = Protected Ranking | - w/o = Walkover - r = Ritirato - d = Squalificato |

### Sezione 1
|  | Primo turno | Primo turno           | Primo turno           | Primo turno | Primo turno |  |  | Ultimo turno | Ultimo turno     | Ultimo turno     | Ultimo turno | Ultimo turno |  |
|  |             |                       |                       |             |             |  |  |              |                  |                  |              |              |  |
|  | 1           | Olivier Patience      | Olivier Patience      | 6           | 6           |  |  |              |                  |                  |              |              |  |
|  |             | Bartolome Salva-Vidal | Bartolome Salva-Vidal | 4           | 4           |  |  | 1            | Olivier Patience | Olivier Patience | 7            | 6            |  |
|  | 8           | Peter Luczak          | Peter Luczak          | 6           | 6           |  |  | 8            | Peter Luczak     | Peter Luczak     | 62           | 3            |  |
|  |             | Francesco Aldi        | Francesco Aldi        | 3           | 2           |  |  |              |                  |                  |              |              |  |

### Sezione 2
|  | Primo turno | Primo turno         | Primo turno         | Primo turno         | Primo turno |  |  | Ultimo turno | Ultimo turno        | Ultimo turno        | Ultimo turno | Ultimo turno |  |
|  |             |                     |                     |                     |             |  |  |              |                     |                     |              |              |  |
|  |             | Juan Antonio Marín  | 6                   | 4                   | 7           |  |  |              |                     |                     |              |              |  |
|  | 2           | Jan Hernych         | 1                   | 6                   | 65          |  |  |              | Juan Antonio Marín  | Juan Antonio Marín  | 7            | 6            |  |
|  | 10          | Oscar Serrano-Gamez | Oscar Serrano-Gamez | Oscar Serrano-Gamez | 6           |  |  | 10           | Oscar Serrano-Gamez | Oscar Serrano-Gamez | 6            | 2            |  |
|  |             | Željko Krajan       | Željko Krajan       | Željko Krajan       | 4r          |  |  |              |                     |                     |              |              |  |

### Sezione 3
|  | Primo turno | Primo turno             | Primo turno             | Primo turno | Primo turno |  |  | Ultimo turno | Ultimo turno    | Ultimo turno    | Ultimo turno | Ultimo turno |  |
|  |             |                         |                         |             |             |  |  |              |                 |                 |              |              |  |
|  | 3           | Kristof Vliegen         | Kristof Vliegen         | 7           | 6           |  |  |              |                 |                 |              |              |  |
|  |             | Juan-Albert Viloca-Puig | Juan-Albert Viloca-Puig | 64          | 3           |  |  | 3            | Kristof Vliegen | Kristof Vliegen | 6            | 6            |  |
|  |             | Carlos Cuadrado         | 7                       | 5           | 6           |  |  |              | Carlos Cuadrado | Carlos Cuadrado | 3            | 1            |  |
|  | 14          | Diego Moyano            | 64                      | 7           | 4           |  |  |              |                 |                 |              |              |  |

### Sezione 4
|  | Primo turno | Primo turno               | Primo turno               | Primo turno | Primo turno |  |  | Ultimo turno | Ultimo turno              | Ultimo turno              | Ultimo turno | Ultimo turno |  |
|  |             |                           |                           |             |             |  |  |              |                           |                           |              |              |  |
|  | 4           | Daniel Elsner             | 4                         | 6           | 7           |  |  |              |                           |                           |              |              |  |
|  |             | Michael Berrer            | 6                         | 3           | 68          |  |  | 4            | Daniel Elsner             | Daniel Elsner             | 6            | 6            |  |
|  | 13          | Francisco Fogues-Domenech | Francisco Fogues-Domenech | 6           | 6           |  |  | 13           | Francisco Fogues-Domenech | Francisco Fogues-Domenech | 4            | 2            |  |
|  |             | Markus Hantschk           | Markus Hantschk           | 3           | 1           |  |  |              |                           |                           |              |              |  |

### Sezione 5
|  | Primo turno | Primo turno           | Primo turno          | Primo turno | Primo turno |  |  | Ultimo turno | Ultimo turno  | Ultimo turno | Ultimo turno | Ultimo turno |  |
|  |             |                       |                      |             |             |  |  |              |               |              |              |              |  |
|  | 5           | Stan Wawrinka         | 4                    | 6           | 6           |  |  |              |               |              |              |              |  |
|  |             | Ignacio Gonzalez-King | 6                    | 4           | 3           |  |  | 5            | Stan Wawrinka | 6            | 2            | 6            |  |
|  | 11          | André Sá              | André Sá             | 6           | 6           |  |  | 11           | André Sá      | 4            | 6            | 3            |  |
|  |             | Jean-Claude Scherrer  | Jean-Claude Scherrer | 4           | 1           |  |  |              |               |              |              |              |  |

### Sezione 6
|  | Primo turno | Primo turno         | Primo turno         | Primo turno | Primo turno |  |  | Ultimo turno | Ultimo turno        | Ultimo turno        | Ultimo turno | Ultimo turno |  |
|  |             |                     |                     |             |             |  |  |              |                     |                     |              |              |  |
|  | 6           | Didac Perez-Minarro | Didac Perez-Minarro | 6           | 6           |  |  |              |                     |                     |              |              |  |
|  |             | Oliver Marach       | Oliver Marach       | 4           | 3           |  |  | 6            | Didac Perez-Minarro | Didac Perez-Minarro | 6            | 6            |  |
|  |             | Paolo Lorenzi       | Paolo Lorenzi       | 6           | 6           |  |  |              | Paolo Lorenzi       | Paolo Lorenzi       | 3            | 0            |  |
|  | 12          | František Čermák    | František Čermák    | 4           | 3           |  |  |              |                     |                     |              |              |  |

### Sezione 7
|  | Primo turno | Primo turno                | Primo turno | Primo turno | Primo turno |  |  | Ultimo turno | Ultimo turno               | Ultimo turno               | Ultimo turno | Ultimo turno |  |
|  |             |                            |             |             |             |  |  |              |                            |                            |              |              |  |
|  | 7           | Massimo Dell'Acqua         | 2           | 7           | 6           |  |  |              |                            |                            |              |              |  |
|  |             | Marcel Granollers          | 6           | 5           | 2           |  |  | 7            | Massimo Dell'Acqua         | Massimo Dell'Acqua         | 3            | 1            |  |
|  | 9           | Salvador Navarro-Gutierrez | 3           | 6           | 6           |  |  | 9            | Salvador Navarro-Gutierrez | Salvador Navarro-Gutierrez | 6            | 6            |  |
|  |             | Iván Navarro               | 6           | 4           | 0           |  |  |              |                            |                            |              |              |  |